# Abar (épouse de Piânkhy)
Pour les articles homonymes, voir Abar.
Abar est une reine de l'Égypte antique de la XXVe dynastie kouchite, seconde épouse de son frère Piânkhy. Elle pourrait être la nièce d'Alara. Elle est la mère de Taharqa qui est roi de 690 à 664 avant notre ère.
Elle porte plusieurs titres :
- mère du Roi (mwT-nswt) ;
- sœur du Roi (snt-nswt) ;
- maîtresse [Souveraine] de la terre étrangère (Hnwt-khswt tAwy) ;
- maîtresse [Souveraine] de Haute et de Basse-Égypte (Hnwt Smaw mHw) ;
- grande dame des Deux-Terre (wrt nbt tAwy) ;
- noble dame (iryt pat) ;
- grand de louanges (wrt Hzwt) ;
- douceur d'amour (bnrt mrwt)[3].

## Sépulture
Pour George Andrew Reisner elle est enterrée dans le tombeau 35 à Nouri en Nubie. Cependant Aidan Mark Dodson, Dyan Hilton et Wolfram Grajetzki, penchent plutôt pour la pyramide KU53 à El-Kourrou. Selon ces égyptologues, Abar est représentée sur une stèle (stèle V) à Kaoua, où elle est consacrée au temple par son père. Elle est également présente sur une scène du Gebel Barkal où elle apparaît derrière son fils et enfin sur une stèle mise au jour à Tanis,.